# Parafia Świętych Apostołów Piotra i Pawła w Stasiówce
Parafia Świętych Apostołów Piotra i Pawła w Stasiówce – parafia rzymskokatolicka, znajdująca się w diecezji tarnowskiej, w dekanacie Dębica Wschód.

## Historia
W Archiwum kurii biskupiej w Tarnowie z roku 1758 napisano: „w Stasiówce istniał drewniany kościółek pod wezwaniem św. Anny, utrzymywany przez wiernych tejże wsi”. Kościół ten został wybudowany prawdopodobnie ok. 1758 r. Stasiówka wówczas należała do parafii Gumniska, więc w kościele posługiwali kapłani z tej parafii. Około XIX w. kościół św. Anny prawdopodobnie spłonął a wierni nie odbudowali świątyni.
31 lipca 1791 roku biskup Florian Janowski erygował parafię w Zawadzie. Wówczas Stasiówka została przyłączona do parafii w Zawadzie na mocy biskupiego dekretu.
18 czerwca 1971 r. biskup tarnowski Jerzy Ablewicz mianuje ks. Edwarda Muchę (wikariusza z Mielca) wikariuszem eksponowanym w Stasiówce. 11 lutego 1980 r. ten sam biskup mianuje tego samego księdza pierwszym proboszczem parafii.
W Stasiówce, gdy przybył ks. Mucha, istniała już kaplica, w której odprawiano msze św. oraz uczono religii. Ks. Edward mimo trudności rozbudował kaplicę i dnia 12 kwietnia 1973 r. bp Ablewicz poświęcił rozbudowaną kaplicę. Z czasem okazało się, że kaplica jest za mała na potrzeby wiernych a jej konstrukcja niestabilna. Podjęto więc decyzję o budowie nowej świątyni.
Obecny kościół parafialny wybudowano w latach 1981–1988 zgodnie z projektem opracowanym przez Zbigniewa Zjawina i Zenona Piotrowskiego. Kamień węgielny poświęcony przez Jana Pawła II (27 kwietnia 1982) pochodzący z grobu św. Piotra z Rzymu wmurował bp Jerzy Ablewicz 3 października tego samego roku. Bp pomocniczy Władysław Bobowski poświęcił dolny kościół 3 kwietnia 1982 r. Kościół konsekrował 29 kwietnia 1991 r. biskup ordynariusz diecezji tarnowskiej Józef Życiński. W parafii istnieje cmentarz z kaplicą – poświęcenie nekropolii dokonał dnia 4 czerwca 1977 r. bp Bobowski.

## Proboszczowie
- ks. Edward Mucha – 1971 r. do (lipiec) 1999;
- ks. Wiesław Majca – 8 sierpnia 1999 – 6 września 2006;
- ks. Bogdan Wiszyński – 6 września 2006 – 12 sierpnia 2023;
- ks. Henryk Kołodziej – od 12 sierpnia 2023 – obecnie[3][4]